# Pevely
Pevely és una població dels Estats Units a l'estat de Missouri. Segons el cens del 2008 tenia 5.808 habitants.

## Demografia
Segons el cens del 2000, Pevely tenia 3.768 habitants, 1.411 habitatges, i 1.008 famílies. La densitat de població era de 438,2 habitants per km².
Dels 1.411 habitatges en un 40,5% hi vivien nens de menys de 18 anys, en un 48,1% hi vivien parelles casades, en un 16,7% dones solteres, i en un 28,5% no eren unitats familiars. En el 23,4% dels habitatges hi vivien persones soles el 8,6% de les quals corresponia a persones de 65 anys o més que vivien soles. El nombre mitjà de persones vivint en cada habitatge era de 2,67 i el nombre mitjà de persones que vivien en cada família era de 3,12.
Per edats la població es repartia de la següent manera: un 30,1% tenia menys de 18 anys, un 10,5% entre 18 i 24, un 30,4% entre 25 i 44, un 20,3% de 45 a 60 i un 8,6% 65 anys o més.
L'edat mediana era de 31 anys. Per cada 100 dones de 18 o més anys hi havia 90,7 homes.
La renda mediana per habitatge era de 34.916 $ i la renda mediana per família de 37.288 $. Els homes tenien una renda mediana de 32.301 $ mentre que les dones 20.673 $. La renda per capita de la població era de 14.403 $. Entorn del 19,7% de les famílies i el 19,6% de la població estaven per davall del llindar de pobresa.

## Poblacions més properes
El següent diagrama mostra les poblacions més properes.